# Charlotte Byron Green
Charlotte Green née Charlotte Byron Symonds (12 août 1842 - 4 septembre 1929) est une promotrice britannique de l'éducation des femmes. Elle soutient le Somerville College dès sa fondation.

## Biographie
Green est née à Berkeley Square à Bristol en 1842. Elle est la fille de Harriet Sykes et John Addington Symonds, Sr., médecin et auteur de Criminal Responsibility (1869), The Principles of Beauty (1857) et Sleep and Dreams. Elle est la dernière de leurs quatre enfants et son frère aîné est John Addington Symonds.
En 1871, elle épouse Thomas Hill Green, un ami de ses frères qui est connu pour avoir l'air ennuyeux, et le père de Charlotte paye 10 000 £ au couple comme cadeau de mariage. TH Green est membre du Balliol College et devient le professeur White de philosophie morale en 1878. Il est un partisan de la tempérance et veut voir les classes inférieures admises à l'Université d'Oxford .
Green est l'une des "femmes du don" qui organise des conférences pour les femmes à Oxford, qui comprennent Lavinia Talbot, Louise Creighton et Mary Augusta Ward. Elle devient secrétaire du comité des conférences en 1873. Green rejoint cinq ans plus tard l' Association pour la promotion de l'éducation des femmes à Oxford en tant que membre fondateur et devient la première femme secrétaire .
Elle et son mari sont des partisans actifs de la création du Somerville College en 1879. Elle organise certaines des premières conférences et se porte volontaire pour organiser de nombreuses conférences afin que les étudiantes puissent l'utiliser comme chaperon lorsqu'elles assistent à des conférences mixtes.
Son mari décède le 26 mars 1882. Il a 46 ans et sa mort est attribuée à un empoisonnement du sang causé par du mauvais lait . Deux ans plus tard, Green est invitée à se joindre au conseil du Somerville College et en 1908, elle devient vice-présidente du conseil. Elle conserve ce poste jusqu'en 1920  puis reste membre du conseil.
Green est décédée à Oxford en 1929  laissant les papiers de son mari au Balliol College.